# Johannes Borcholten

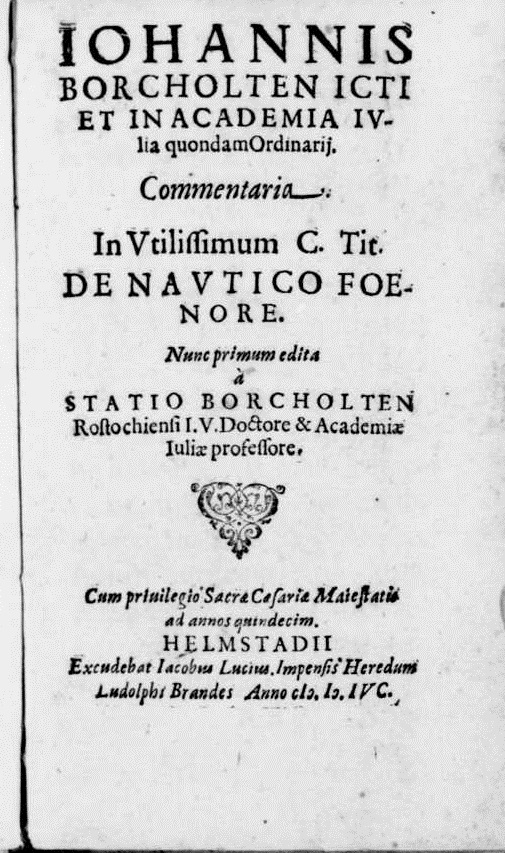
Commentaria in titulum De nautico foenore, 1596

Johannes Borcholten, noto anche come Johannes di Borcholt e Johann Borcholten (Luneburgo, 5 aprile 1535 – Helmstedt, 9 ottobre 1593), è stato un giurista tedesco all'Università di Helmstedt.

## Biografia
Figlio del consigliere Statius Borcholten (il vecchio) e di Hille von der Mühlen, che proveniva dalla nobile famiglia dei Salzjunker, ricevette la prima istruzione nella scuola della città natale Luneburgo. All'età di 21 anni si iscrisse all'Università di Wittenberg, dove frequentò le lezioni di Matthias Wesenbeck e di Filippo Melantone. Dopo due anni si trasferì in Francia, dove rimase per dieci anni, cinque dei quali a Bourges con Jacques Cujas o Cujacius. Da lì fu chiamato come professore all'Università di Rostock e come giureconsulto della città. 
Conseguì il dottorato in legge presso l'Università di Basilea prima di raggiungere Rostock, dove rimase per nove anni. 
Nel 1576 il duca Giulio di Braunschweig-Wolfenbüttel lo chiamò alla neo-fondata Università di Helmstedt, dove lavorò per 17 anni come professore ordinario alla facoltà di giurisprudenza: fra gli studenti che seguirono le sue lezioni ci fu anche il futuro giurista Heinrich Bocer. I suoi scritti, in parte pubblicati da suo figlio Statius Borcholten (il giovane), attestano la sua vasta conoscenza nel campo del diritto, riconosciutagli anche all'estero. 
Rimase per tutta la vita consigliere della città di Rostock percependo un regolare compenso annuale e, ad esempio, si occupò nel 1584 a Güstrow dell'eredità del duca Ulrich von Mecklenburg. Come prorettore esercitò nel 1577 e nel 1585/86 le funzioni di conte palatino di corte, che erano trasferite all'università. Martin Lipenius cita molte pubblicazioni, tra cui anche una perizia sulla navigazione per la città di Magdeburgo. 
Borcholt si ammalò nei suoi ultimi anni di vita. Perse l'udito e morì a 58 anni. Fu sepolto l'11 ottobre 1593 nella chiesa di Santo Stefano a Helmstedt.

## Famiglia
I suoi fratelli furono il cancelliere di Verden Heinrich Borcholt (1531-1585), il sindaco di Luneburgo Georg Borcholt († 1600) e Caspar Borcholt († 1599), consigliere per l'arcivescovato di Brema, il Vescovato di Hildesheim e il Principato di Lüneburg. 
Il cancelliere di Wolfenbüttel Franciscus Musseltin e un consigliere del Luneburgo erano suoi zii materni. Nel 1568 Johannes sposò la figlia del sindaco di Luneburgo Franz von Dassel, che gli sopravvisse. Dal matrimonio nacquero nove figli, due figli e tre figlie sopravvissero al padre. Noti sono il citato Statius Borcholt (il giovane) e la figlia Agneta Borcholt.

## Opere
- (LA) Commentaria in consuetudines feudorum, prima edizione, Helmstedt, Jakob Lucius, 1581.
- Tractatus de Feudis, Helmstedt 1588, Wittenberg 1608.
- (LA) Commentaria in titulum De nautico foenore, Helmstedt, Jakob Lucius, 1596.
- Rebus Creditis, Helmstedt, 1596.
- De Compensationibus, Helmstedt, 1596.
- De adquirenda vel amittenda possessione, Helmstedt, 1597.
- De Transactionibus, Helmstedt, 1598.
- De in Litemvocando, Helmstedt, 1598.
- Commentatio Ad Institut., 4ª edizione Helmstedt, 1599.